# Abdolhossein Teymourtash
Pour les articles homonymes, voir Teymourtash.
Abdolhossein Teymourtash (en persan : عبدالحسین تیمورتاش) est un homme politique iranien né à Bojnourd en 1883 et mort à Téhéran le 3 octobre 1933. Il est ministre de la Cour de la dynastie Pahlavi de 1925 à 1933 et joue un rôle crucial dans l'établissement des bases de l'Iran moderne au XXe siècle.

## Enfance et adolescence

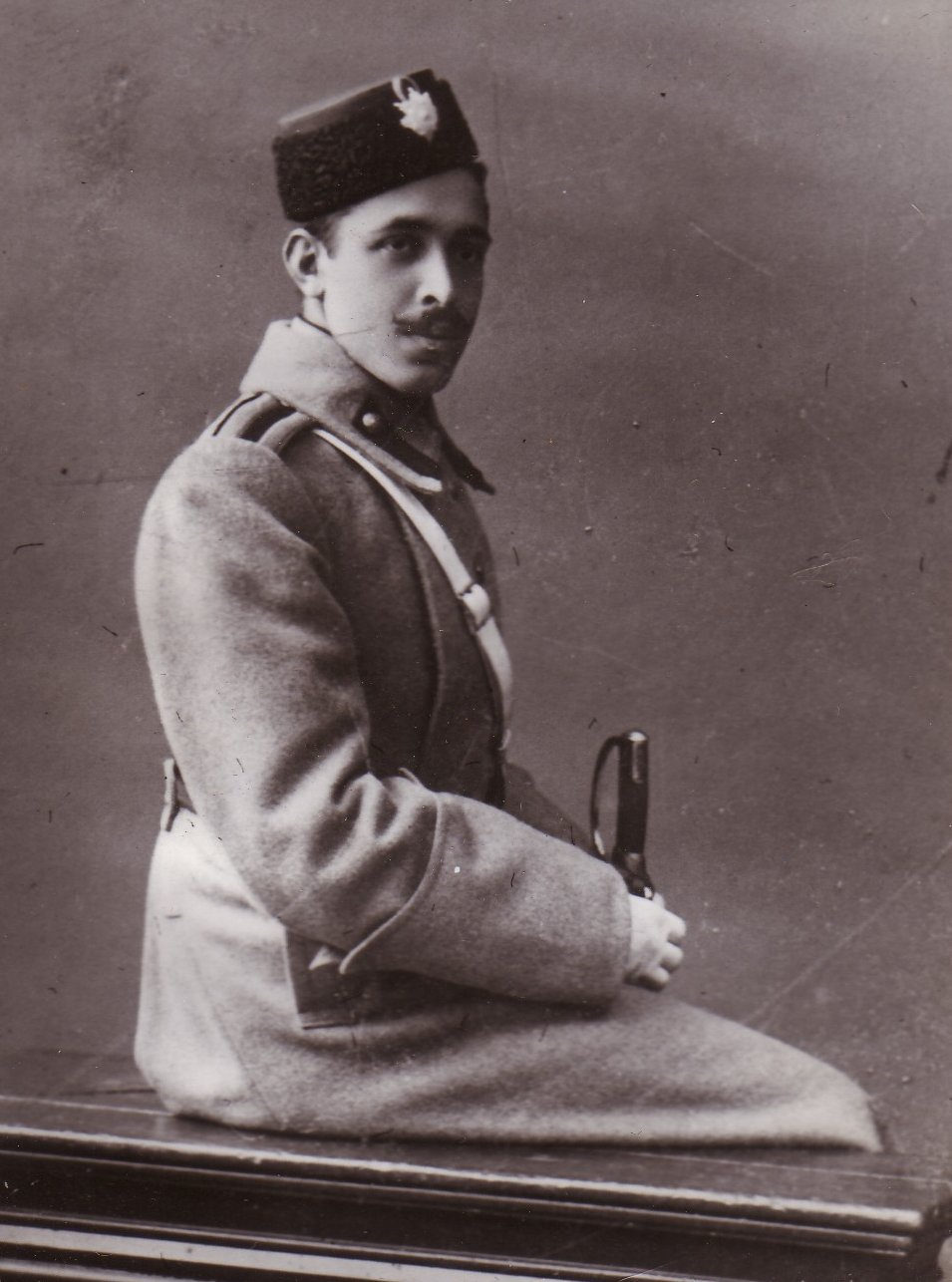
Teymourtash en jeune cadet

Abdolhossein Teymourtash est né dans une famille d'aristocrates perses en 1883. Son père Karimdad Khan Nardini était un gros propriétaire terrien du Khorasan, province du nord de l'Iran, limitrophe de la Russie. Désireux de faire bénéficier son fils de la meilleure éducation accessible aux Iraniens à la fin du XIXe siècle, le père de Teymourtash l'envoya en Russie tsariste dès l'âge de treize ans.
Après plusieurs années à l'école préparatoire d'Achgabat, capitale de l'actuel Turkménistan alors située en Russie, Teymourtash fut envoyé à Saint-Pétersbourg pour y poursuivre ses études. Il fut admis comme cadet (élève officier) à l'académie militaire impériale, une école destinée aux fils de l'aristocratie russe. L'enseignement dominant était constitué d'études militaires et administratives, mais il permit également au jeune Teymourtash d'apprendre parfaitement le russe et le français, ainsi que de se familiariser avec l'anglais.
Son séjour de onze années en Russie éveilla chez Teymourtash une passion pour les littératures russe et française, passion qui devait lui rester jusqu'à la fin de sa vie. C'est ainsi qu'il fut le premier Iranien à traduire en persan des œuvres de Lermontov et de Tourguéniev.

## Retour en Iran

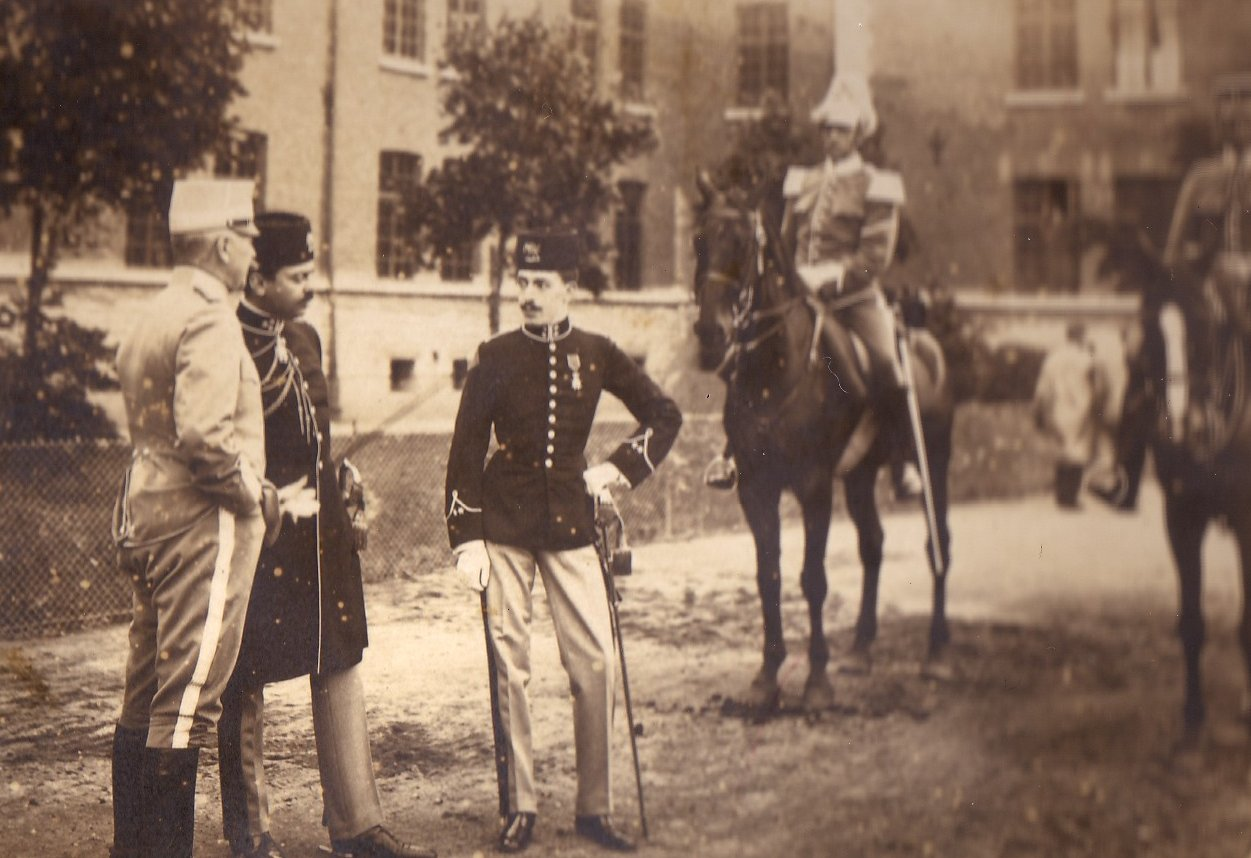
Teymourtash en Suède

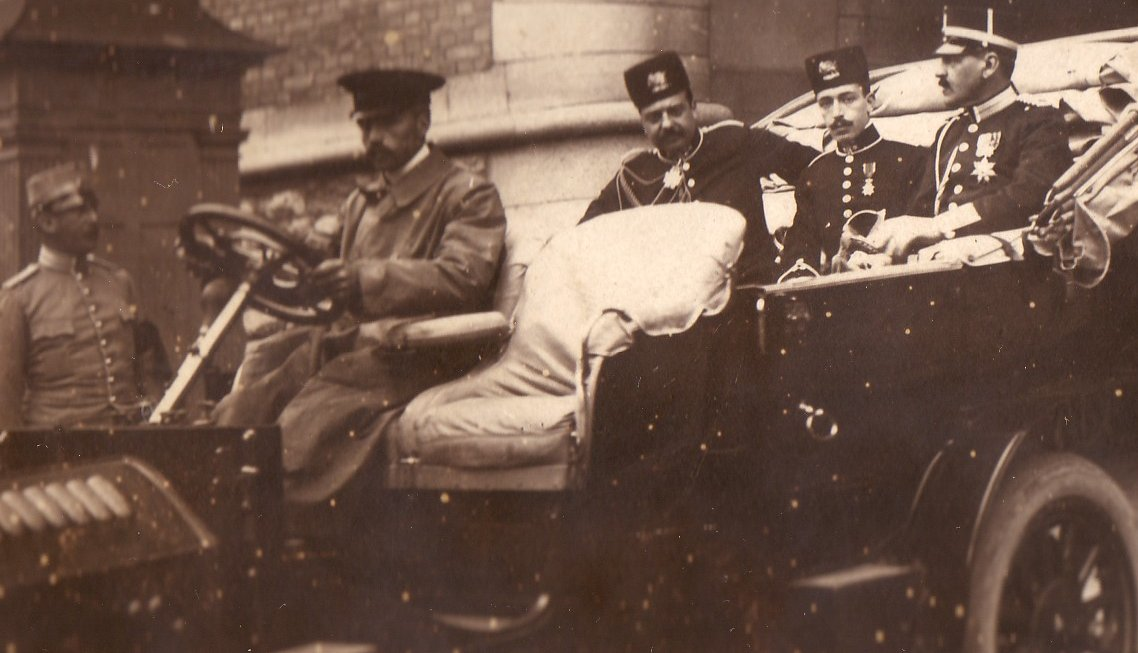
Teymourtash et la délégation iranienne

En raison de son absence prolongée, l'une des premières tâches à laquelle Teymourtash s'attela lorsqu'il revint dans son Iran natal fut d'améliorer son persan avec l'aide d'un professeur pendant une retraite d'environ six mois dans le domaine familial. Il perfectionna la connaissance de sa langue maternelle et s'abreuva de poésies et d'œuvres littéraires. La discipline qu'il s'imposa alors et la clairvoyance dont il fit preuve en la mettant en œuvre lui permit par la suite de faire partie des orateurs les plus talentueux du parlement iranien.
Abdolhossein Teymourtash épousa Sorour ol-Saltaneh, nièce du régent Azod ol-Molk et parente avec le gouverneur du Khorasan, Nayer ol-Dowleh. Mozaffaredin Chah attribua au jeune marié le titre de Sardar Moazzam Khorassani, en guise de félicitation.
Le premier poste de Teymourtash fut un modeste emploi de bureau comme traducteur de russe au ministère des affaires étrangères. Peu après, grâce aux relations de son père à la Cour, il fut nommé membre de la délégation qui venait de se constituer dans le but d'aller annoncer l'intronisation du nouveau roi Qajar, Mohammad Ali Chah, dans les capitales européennes.

## La révolution constitutionnelle
Alors que la dernière année du séjour de Teymourtash à Saint-Pétersbourg coïncidait avec les soulèvements et les révoltes qui devaient culminer lors de la révolution russe de 1905, l'Iran s'engageait également dans la révolution constitutionnelle.
Malgré les fermes tendances royalistes de son père et ses attaches à la Cour royale, le jeune Teymourtash devint un membre actif de la société constitutionnelle dirigée par Malik al Mutakallimin dans le Khorassan. Bien que la plupart des membres de cette société aient été de simples marchands et des gens de condition modeste, et très peu de notables instruits, Teymourtash révéla ses tendances progressistes en prenant à cœur les idées constitutionnelles et la détermination de ce groupe au sein duquel il joua un rôle dirigeant.
L'implication active de Teymourtash dans les rassemblements constitutionnels lui valut, le temps venu, d'être nommé chef des forces populaires constitutionnalises qui s'opposaient à la décision du Chah de prendre d'assaut le parlement, dans lequel ces forces avaient élu domicile pour exiger des droits constitutionnels. Pendant toute la durée des événements, Teymourtash s'employa à entrainer des membres volontaires de la milice constitutionnelle  et fit preuve de bravoure lors des escarmouches avec les forces royalistes mieux armées et plus nombreuses. Malgré les efforts acharnés des constitutionnalises, les forces royalistes parvinrent à prendre le parlement d'assaut et à dissoudre l'assemblée nationale.

## Élection au parlement et début de carrière politique

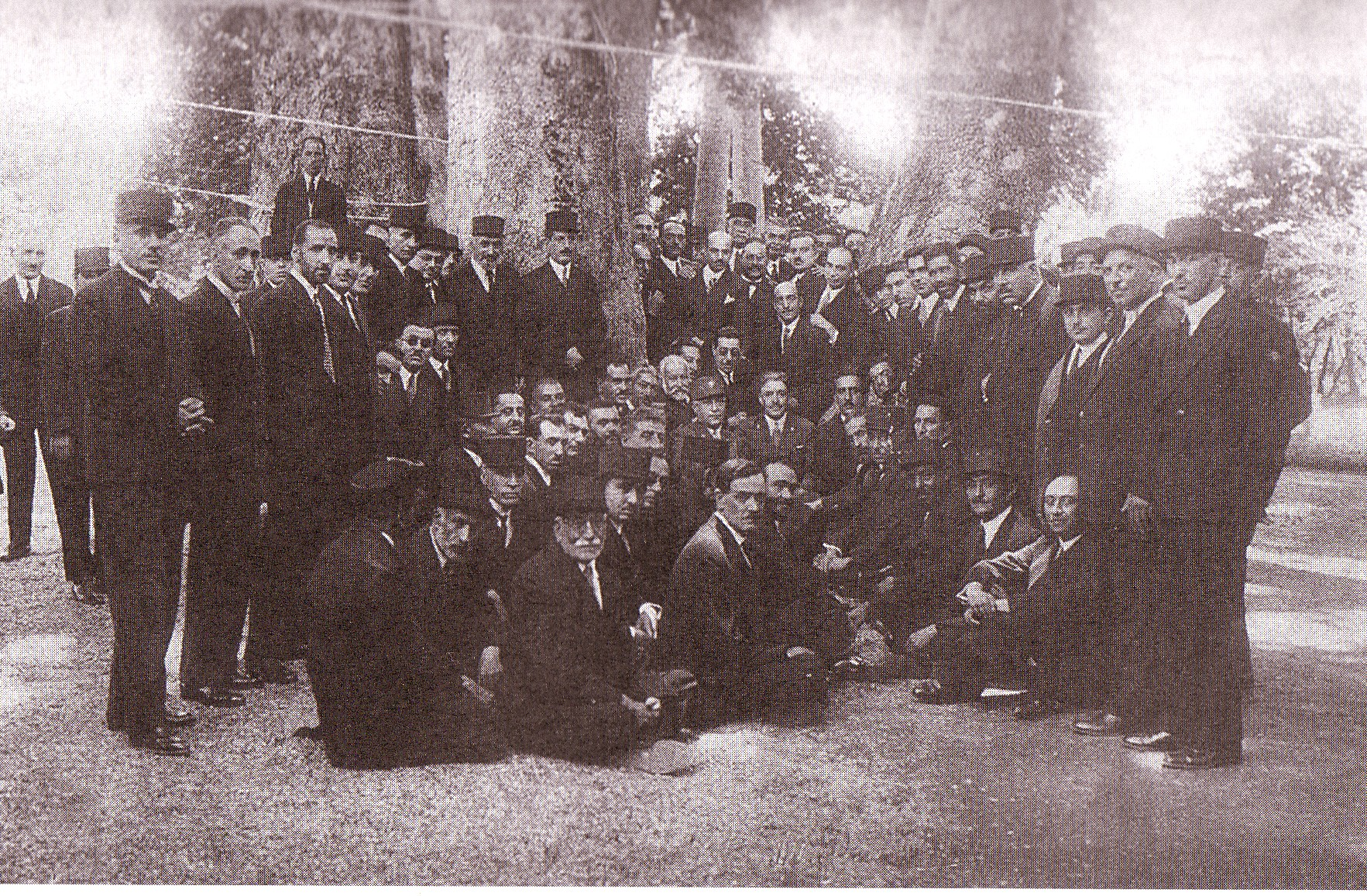
Teymourtash parmi les députés de la 8e assemblée.

Quelques années plus tard, lors des élections nationales pour le second parlement, Teymourtash y fut élu à l'âge de 26 ans comme représentant de Nichapur, ville de sa province natale du Khorassan. Il était le plus jeune membre de l'assemblée. Lors des élections suivantes, il fut réélu député aux 3e (1914-1915), 4e (1921-1923), 5e (1924-1926) et 6e (1926-1928) assemblées nationales. Néanmoins, étant donné le caractère sporadique des convocations au parlement iranien, il allait accepter d'autres responsabilités politiques à exercer pendant les longues périodes qui s'écoulaient entre la dissolution d'une assemblée et la reconstitution de la suivante.

### La tentative d'ingérence britannique
Bien que la Perse soit restée neutre pendant la Première Guerre mondiale, le pays subit plus de dégradation économique que les autres puissances neutres de l'époque. Néanmoins, le nouveau gouvernement soviétique renonça en 1918 à toutes les concessions accordées auparavant par la Perse à la Russie tsariste.
Désireuse de mettre à profit le retrait des troupes militaires soviétiques et la décision des autorités soviétiques de diminuer leur influence sur la politique intérieure de la Perse, la Grande-Bretagne décida que le temps était venu de consolider son contrôle sur le pays. Les Britanniques demandèrent donc au gouvernement perse de leur céder son autorité financière, militaire et diplomatique en échange d'une aide financière et militaire qui  serait fort utile. Les Britanniques arrivèrent à leur fins en distribuant des pots-de-vin à différents ministres pour s'assurer de leur accord sur la mise en place d'un protectorat britannique sur la Perse. Il fut convenu que ces accords ne seraient pas rendus publics, et qu'ils étaient justifiés par la situation précaire dans laquelle se trouvait la Perse à l'issue de la guerre.
Cependant, le secret entourant la négociation des accords de 1919 et le refus du parlement de les ratifier incita les nationalistes à profiter de l'occasion pour galvaniser l'opinion publique contre ces accords. Conscient de la montée de la controverse, le gouvernement perse, sur le conseil du gouvernement britannique, empêcha la réunion de l'assemblée, dont il pensait qu'elle refuserait de ratifier les accords. C'est alors que Teymourtash émergea comme l'un des principaux hommes politiques à s'opposer aux accords en participant à la rédaction d'une proclamation générale signée par 41 membres du parlement, proclamation connue sous le nom de « Déclaration de vérité » et qui dénonçait les accords de 1919. Cette proclamation se révéla efficace pour dresser l'opinion populaire contre les accords et amener le gouvernement britannique à en abandonner l'idée.

### La sédition du Gilan
Abdolhossein Teymourtash occupa le poste de gouverneur de la province du Gilan de 1919 à 1920, période pendant laquelle sa priorité fut de s'opposer aux forces séparatistes conduites par Mirza Kuchak Khan qui recevait de l'aide du nouveau gouvernement bolchévique de l'Union Soviétique voisine.
La république soviétique du Gilan fut déclarée en juin 1920, après le retour de Teymourtash à Téhéran, et elle dura jusqu'en octobre 1921. Soucieux de préserver l'intégrité territoriale de la Perse face aux troupes séparatistes de Mirza Kuchak Khan, Teymourtash, accompagné de Seyyed Zia'eddin Tabatabai, sollicita de la légation britannique une aide pour résister aux insurgés du nord. 
En échange d'une aide financière britannique, il proposa de commander personnellement les troupes destinées à repousser Mirza Kuchak Khan et ses hommes. Cette proposition ne fut en définitive pas retenue par les Britanniques.

### Le coup d'État militaire

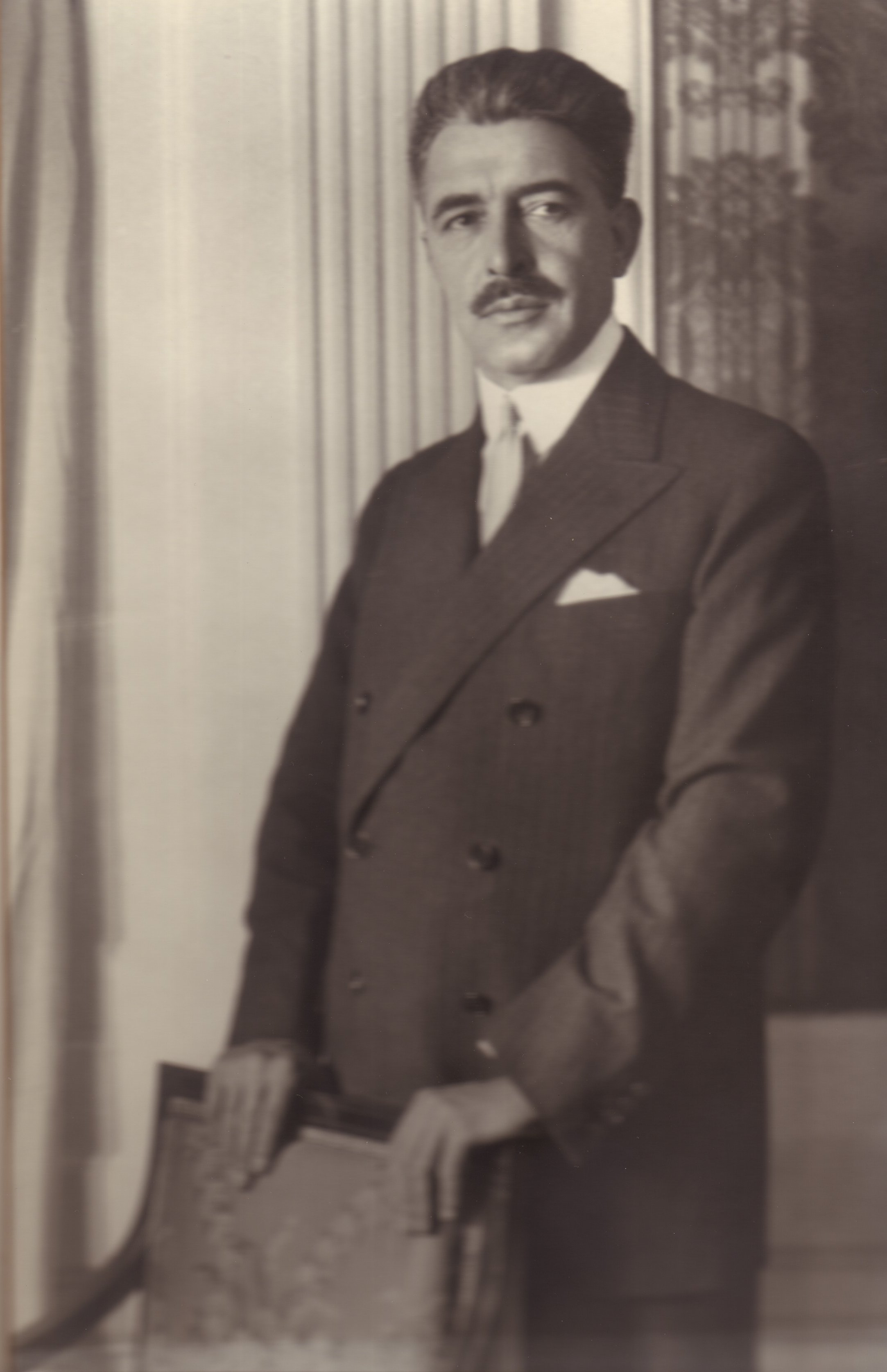
Portrait officiel

Le 21 février 1921, un groupe d'activistes politiques anglophiles conduits par Seyyed Zia'eddin Tabatabai, jeune journaliste en pleine ascension, organisa un coup d'État qui renversa le gouvernement iranien, tout en prétendant préserver la monarchie qajar. L'homme fort à la tête de la brigade cosaque persane qui fit une descente sur Téhéran était Réza Khan, dont la mainmise sur la cavalerie s'accrut lorsque les officiers tsaristes quittèrent l'Iran à cause du soulèvement révolutionnaire et de la guerre civile qui s'empara de leur pays.
Alors que le coup d'État ne devait durer qu'une centaine de jours, il s'avéra être la pierre d'achoppement qui permit à Réza Khan de renforcer son pouvoir et qui devait lui permettre de s'élever jusqu'au trône quelques années plus tard. Bien que, selon les archives britanniques, Seyyed Zia'eddin Tabatabai offrît un portefeuille de ministre à Teymourtash, celui-ci refusa d'intégrer son gouvernement. À l'issue du coup d'État, un certain nombre de figures politiques iraniennes, dont Teymourtash, furent emprisonnés afin d'enrayer l'opposition au régime. Teymourtash ne faisait pas partie initialement des membres du parlement qui devaient être emprisonnés. La décision de l'arrêter fut prise à la suite d'un échange qu'il eut avec un diplomate britannique, échange au cours duquel il accusa publiquement le gouvernement britannique d'avoir fomenté le putsch conduit par Tabatabai et Réza Khan. Après un court séjour en prison, Teymourtash fut maintenu en exil à Qom jusqu'à l'effondrement du coup d'État quelques mois plus tard.
Peu après la fin de son exil, Teymourtash retourna à Téhéran et fut nommé ministre de la justice dans le cabinet de Hassan Pirnia avec la tâche d'engager le processus de modernisation de la structure judiciaire en Iran sur la base du modèle français.
L'effondrement du gouvernement, qui survint peu après, ne lui permit pas de procéder à une restructuration fondamentale.
À l'avènement d'un nouveau gouvernement, Teymourtash fut appelé au poste de ministre des travaux publics. Il soumit alors au parlement en 1924 une proposition détaillée d'impôts sur le thé et le sucre destinés au financement du chemin de fer trans-iranien, projet qui fut achevé en 1939 sur des capitaux entièrement iraniens.
Teymourtash introduisit également une législation annulant le monopole français sur la concession des fouilles archéologiques. Cette mesure ne fut adoptée par le parlement qu'en 1927.

### Culture et littérature
Pendant les années 1920, parallèlement à ses diverses activités politiques, Teymourtash s'investit aussi considérablement dans la culture et la littérature. Ayant fréquenté de longue date nombre d'écrivains et d'intellectuels iraniens de premier plan, il rejoignit le comité de rédaction de Majaleh-ye Daneshkadeh (revue de la Faculté), journal fondé par Mohammad Taghi Bahar, intellectuel iranien de grande valeur. Ainsi qu'en témoigne Said Nafisi, autre membre distingué du comité de rédaction de Majaleh-ye Daneshkadeh, Teymourtash contribua de manière significative à la publication en écrivant de nombreux articles, ainsi qu'en en traduisant d'autres depuis des journaux européens. Cependant, le fait que ces articles aient été signés du pseudonyme « S. M. Khorasani » a empêché les universitaires iraniens de remarquer les talents littéraires de Teymourtash.
L'intérêt permanent que Teymourtash portait à la littérature allait l'amener à soutenir et à faire financer par le gouvernement le projet entrepris par  Allameh Ghazvini de recopier de vieux manuscrits persans disponibles dans certaines bibliothèques européennes. Ce financement permit à Allameh Ghazvini de passer de nombreuses années à visiter des bibliothèques à Londres, Paris, Saint-Pétersbourg, Berlin et au Caire, où il recopia des manuscrits rares qu'il envoya à Téhéran pour être utilisés à des fins pédagogiques.
Teymourtash joua de son influence politique pour aider des écrivains et des intellectuels. Il évita ainsi à l'historien Ahmad Kasravi d'être inquiété par le gouvernement pendant qu'il effectuait ses recherches. Il favorisa l'obtention par le poète Mohammad Taghi Bahar d'un siège au 5e parlement comme représentant du district de Bojnourd, poste qu'il avait lui-même occupé auparavant. Il a de plus intercédé avec succès auprès de Réza Chah en faveur du journaliste Mirza Mohammad Farrokhi Yazdi pour permettre à celui-ci de rentrer d'Allemagne en Iran sans être inquiété après avoir publié à l'étranger des articles critiquant le Chah. De retour en Iran en 1932, Mirza Mohammad Farrokhi Yazdi resta effectivement plusieurs années sans être inquiété, jusqu'en 1935, soit quelques années après que Teymourtash fut tombé en disgrâce.

### Le conservatoire du patrimoine national
Abdolhossein Teymourtash joua un rôle prédominant dans la création du conservatoire du patrimoine national au début des années 1920. Les premières réunions se tinrent en effet à son domicile personnel. Rejoint ensuite par des personnalités iraniennes de premier plan, ce conservatoire allait peser en faveur de la recherche archéologique, de la construction de mausolées en l'honneur des anciens poètes iraniens, de la création de musées et de bibliothèques dans les décennies à venir.
Ce conservatoire devait inciter les orientalistes occidentaux à entreprendre des fouilles archéologiques en Iran. Il jeta également les bases de la construction des mausolées de Ferdowsi en 1934 et de Hafez en 1938. Teymourtash pensait que « les services rendus par Ferdowsi pour préserver la nationalité iranienne et créer l'unité nationale étaient comparables à ceux rendus par Cyrus le Grand ».
C'est ainsi que lors d'une visite à Paris en 1931, Teymourtash prit le temps de visiter l'Exposition coloniale et de passage à Moscou, il se rendit au mausolée de Lénine. Les archives d'Ernst Herzfeld révèlent que Teymourtash apporta quelques modifications finales aux dessins décoratifs qui ornent le mausolée de Ferdowsi.

## Nomination au poste de Ministre de la Cour

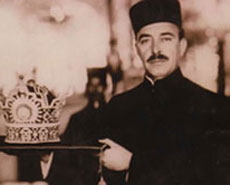
Teymourtash tenant la couronne royale de Réza Chah Pahlavi

La nomination de Teymourtash au poste de Ministre de la Cour en 1925 allait lui permettre de mettre en évidence ses capacités d'administrateur et de se poser en homme d'État infatigable se consacrant à la mise en place des fondements de l'Iran moderne. Ce faisant, Teymourtash faisait fonction de grand vizir, poste dont le détenteur dominait les affaires de l'État pendant les dynasties perses précédentes. La situation dominante de Teymourtash, ainsi que les privilèges associés dont il jouissait, ont été décrites en ces termes dans un télégramme de Clive, diplomate britannique en poste à Téhéran, adressé à Whitehall en 1928 : 

« En tant que Ministre de la Cour, il est devenu le conseiller politique le plus proche du Chah. Son influence est omniprésente et son pouvoir dépasse celui du premier ministre. Il assiste à tous les conseils des ministres et l'on pourrait comparer sa situation à celle du Chancelier du Reich, à cela près qu'il n'a pas de responsabilité directe. »

Bien que la nomination de Teymourtash au poste de Ministre de la Cour de Réza Chah s'avéra un choix judicieux, elle ne manqua pas de surprendre la classe politique à Téhéran. On s'étonnait que Réza Chah n'ait pas choisi l'un de ses condisciples de la brigade cosaque persane, de ceux qui l'avaient secondé dans ses campagnes militaires, ou bien encore quelqu'un qu'il eût connu depuis plus longtemps. Cependant, on peut penser que les manœuvres législatives de Teymourtash pendant les réunions de l'assemblée constituante qui avait voté massivement la destitution de la dynastie Qajar avaient produit sur Réza Chah une impression favorable.
Il est vrai que c'est avant tout la collaboration entre Ali Akbar Davar et Teymourtash qui avait conduit à la rédaction du texte de destitution de la dynastie Qajar adopté par le parlement par 115 voix contre 5 le 31 octobre 1925. En effet, c'est cette destitution qui ouvrit la voie à l'accession au trône de Réza Chah. De plus, pendant la période qui suivit le coup d'État de 1921, Teymourtash avait joué un rôle décisif dans les méandres législatifs au parlement iranien, permettant à Réza Kan de superviser l'intégralité de la Défense iranienne en tant que commandant en chef.
Outre la grande maîtrise des processus parlementaires et législatifs dont faisait preuve Teymourtash, il est probable que la décision de Réza Chah de le nommer Ministre de la Cour a été aussi motivée par sa volonté de choisir un individu cultivé, au fait du protocole diplomatique et pouvant impressionner positivement les représentants des gouvernements étrangers. Enfin, sur u plan lus personnel, Teymourtash était un réformateur énergique et infatigable capable d'introduire de la discipline au sein du gouvernement.

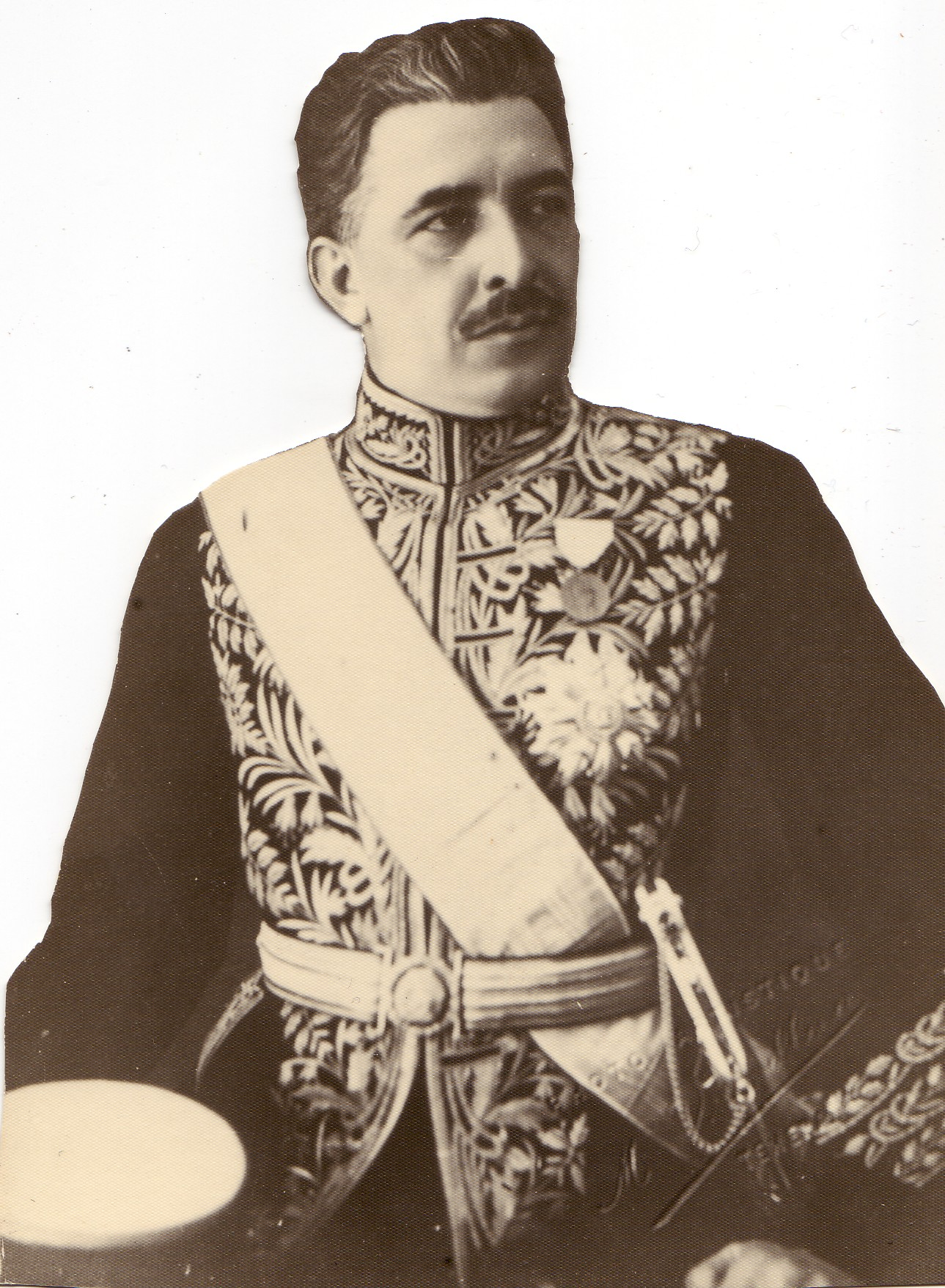
Teymourtash en tenue officielle

Dépourvu de toute forme d'éducation supérieure, le nouveau Chah contrôlait fermement tout ce qui touchait à l'armée et à la sécurité intérieure, laissant à Teymourtash carte blanche pour planifier la modernisation du pays, orchestrer la mise en place sur le plan politique de réformes bureaucratiques qui étaient plus que nécessaires et le rôle de représentant principal auprès de ses relations étrangères. Cette répartition des responsabilités se révéla de bon augure pour l'Iran, étant donné le regain de vigueur de sa diplomatie dans les années qui suivirent. Ainsi que le remarqua en 1933 un diplomate américain, familier de Réza Chah et de Teymourtash, après que celui-ci fut relevé de ses fonctions par celui-là, « contrairement à son ancien bras droit, le Chah est inculte, irascible, cruel et manque totalement de cosmopolitisme et de connaissance du monde. »
Ainsi que de nombreux contemporains l'ont consigné, Réza Chah informa en 1926 les membres de son cabinet que « la parole de Teymourtash est ma parole », et pendant les sept premières années de son règne, Teymourtash « devint en quelque sorte l'alter ego du Chah ».
Il participa activement, en tant que ministre de la Cour, à la définition de la bureaucratie naissante et le contrôle qu'il avait sur les différents services fit de lui l'homme le plus puissant de la société iranienne. Ainsi donc il édicta lui-même la plupart des politiques et supervisa leur progression. Un rapport rédigé par le représentant américain à Téhéran, Murray Hart, illustre l'ampleur de la connaissance de Teymourtash des différents aspects de la bureaucratie :

« Il pouvait discuter de sujets aussi variés que les affaires étrangères, la construction de voies ferrées ou d'autoroutes, les réformes de la poste et du télégraphe, l'enseignement ou les finances, et ce de manière plus pointue que les soi-disant ministres compétents. En outre, il mit au point des stratégies pour restaurer l'économie du pays, rédigea des traités, supervisa les questions complexes touchant au tribus et enseigna un certain nombre de choses au ministre de la guerre au sujet de l'organisation d'un système de défense nationale. Le traité commercial avec les Soviets et les lois sur le monopole des échanges commerciaux sont des monuments indubitables à la gloire de la variété de ses capacités. »

Teymourtash se vit octroyer le titre royal de Jenâb-e Achraf (en persan : جناب اشرف, Altesse) en septembre 1928.

### L'Intérieur
Pendant le mandat de Teymourtash en tant que ministre de la Cour, ce ministère devint le noyau d'une bureaucratie centralisée moderne. Teymourtash utilisa infatigablement tous ses pouvoirs pour s'assurer que la machine gouvernementale progresse de manière ambitieuse. Parmi ses fonctions principales figuraient la médiation entre Réza Chah, le cabinet et le parlement, l'arbitrage entre les institutions gouvernementales dont les responsabilités se recoupaient ainsi que la supervision du ministère de l'Intérieur qu'il avait directement sous ses ordres.
La plupart des membres du cabinet, le premier ministre y compris, étaient des administrateurs prudents et plutôt traditionalistes, insensibles au besoin de modernisation ou de réforme rapide. Quelques-uns des plus jeunes membres du cabinet, qui étaient aussi les plus instruits et les plus compétents, faisaient exception à cette règle, tels que Firouz Mirza Nosrat-ed-Dowleh Farman Farmaian III qui devint ministre des finances et Ali Akbar Davar qui fut nommé ministre de la justice au début de l'époque Pahlavi. Ces trois hommes formaient donc ce que l'on appelait communément le « triumvirat dirigeant », qui se forma immédiatement après le couronnement de Réza Chah. Bien que les trois hommes fissent également preuve d'inspiration  réformiste intellectuelle et idéologique, ce fut Teymourtash qui joua le rôle dirigeant et agit en principal architecte des nombreuses réformes mises en place pendant les sept premières années du règne de Réza Chah.
Les interventions étrangères incessantes au cours des décennies précédentes qui avaient amené l'Iran au bord du chaos social et économique avaient conduit les nationalistes séculiers à tenter d'assurer l'indépendance du pays en se débarrassant des sempiternels schémas de compromis interminables avec les puissances étrangères dont le but était d'obtenir un avantage politique à court terme.

### Les Affaires Étrangères
Le premier objectif de la politique étrangère de l'Iran au début de l'ère Pahlavi fut de réduire l'emprise économique des puissances étrangères sur l'Iran, en particulier de la Grande-Bretagne et de l'Union soviétique. Teymourtash fut le principal stratège des relations étrangères de l'Iran au cours des sept premières années de la dynastie Pahlavi, rôle qui lui convenait à merveille. Il laissait aux ministres des affaires étrangères tels que Mohammad Ali Foroughi ou Mohammad Farzin la tâche de s'acquitter de la correspondance avec les gouvernements étrangers et plus généralement un petit rôle de secrétaire du Ministre de la Cour.
Teymourtash se rendit en Union soviétique en 1926 pour une visite qui ne dura pas moins de deux mois. Il y conclut des accords commerciaux importants.
Boris Bajanov rapporte dans son livre, J'étais le secrétaire de Staline, que Teymourtash a été un agent à la solde de l'Union des républiques socialistes soviétiques.
À la suite de négociations infructueuses avec la Grande-Bretagne au sujet du pétrole et de la concession d'Arcy, Teymourtash fut destitué par Réza Chah, condamné et emprisonné. Il mourut des suites de mauvais traitements infligés par le général Ayrom et le docteur Ahmadi.

## L'héritage
Essad Bey décrivait Teymourtash dans les années 1930 comme « un kaléidoscope dans lequel toutes les couleurs du nouvel Iran se mélangeaient ». Cependant, il a été excessivement difficile d'évaluer le rôle de Teymourtash dans l'histoire de l'Iran après sa mort à cause de la volonté, à l'époque Pahlavi, d'escamoter toute référence aux contributions à la construction de l'Iran moderne émanant d'autres personnes que Réza Chah lui-même. 
Plus tard, après le renversement du régime Pahlavi et l'avènement de la République islamique, les contributions des réformateurs laïques tels que Teymourtash ont été laissées dans l'ombre pour des raisons évidentes. Cependant, en 2004, le département de l'héritage culturel iranien a annoncé son intention d'affecter un budget à la rénovation des maisons de plusieurs personnalités politiques modernes de   renom telles que Mohammad Mossadegh, Malek Ol Shoara et Teymourtash.
Étant donné l'insuffisance d'historiographies rigoureuses pendant les périodes Pahlavi et post-révolutionnaires, on doit peut-être se rabattre sur les dépêches enregistrées par les diplomates étrangers résidant en Iran à l'époque de sa mort pour évaluer plus précisément le rôle de Teymourtash et de ses pairs. Dans le rapport qu'il envoya à Londres peu après la mort de Teymourtash, le pasteur britannique Mallet nota « l'homme qui avait fait plus que quiconque pour créer la Perse moderne […] a été abandonné par son seigneur ingrat sans même un lit pour mourir ».
Une nouvelle génération d'universitaires iraniens a cependant commencé à réexaminer sous un jour plus objectif les contributions de nombreuses personnalités qui avaient été appréhendées des plus hâtivement par les historiographes iraniens. L'une des personnalités dont l'héritage est en train de se voir réhabilité par ce processus se trouve être Abdolhossein Teymourtash.
La démarche de Javad Sheikholeslami, éminent historien iranien, relève de cette nouvelle approche. Il a récemment découvert des documents d'archives qui mettent en lumière les immenses contributions de Teymourtash dans de nombreux domaines. Sheikholeslami en conclut que Teymourtash devrait être considéré comme l'Amir Kabir du XXe siècle en Iran, tant pour ses efforts à accomplir d'ambitieuses réformes sur le plan national que pour sa ferme volonté de ne jamais compromettre les intérêts nationaux ou économiques du pays lors de ses négociations avec les gouvernements étrangers. Il ajoute que les conceptions intellectuelles de Teymourtash ont exercé une forte influence sur le paysage socio-culturel de l'Iran moderne.

## Liste des postes occupés
- Membre du 2e parlement (1909-1911).
- Membre du 3e parlement (1914-1915).
- Membre du 4e parlement (1921-1923).
- Membre du 5e parlement (1924-1926).
- Membre du 6e parlement (1926-1928).
- Gouverneur de la province du Gilan (1919-1920).
- Ministre de la Justice (1922).
- Gouverneur de la province de Kerman (1923-1924).
- Ministre des travaux publics (1924-1925).
- Ministre de la Cour (1925-1933).